# Kocka (igra)
Kocka u kontekstu igara je rekvizit koji je obično kocka obilježena brojevima od 1 do 6. Bacanjem se okrene na jednu stranu, a kao vrijednost bacanja uzima se broj koji se nalazi na stranici pri vrhu. Zbroj brojeva na suprotnim stranama kocke uvijek je 7. To znači da ako je na gornjoj strani kocke broj 1, onda je na suprotnoj broj 6. Nasuprot broju 2 je broj 5, a nasuprot broju 3 je broj 4.
Ponekad se koriste ostala geometrijska tijela s drugačijim brojem stranica (primjerice tetraedar, ikozaedar, dodekaedar), kao što je to slučaj u igri Dungeons and Dragons. U engleskom jeziku kocka kao geometrijsko tijelo i igraća kocka nisu homonimi, kao što je to slučaj u hrvatskom, već se za geometrijsko tijelo rabi riječ cube, a za igraću kocku riječ dice (množina dice).

### Precision dice
Precision dice je naziv za kockice koje su vrlo precizno izrađene, s jednako teškim stranama. Najčešće se koriste u kazinu, a obilježene su serijskim brojevima kako bi se onemogućilo varanje i zamjenjivanje kockica.
Za razliku od kockica za kazino koje su nešto veće i imaju oštro odrezane rubove, u backgammonu se koriste relativno malene precision dice koje imaju zaobljene rubove (također izrađene s vrlo velikom preciznošću), kako bi se poboljšala njihova rotacija te smanjilo oštećenje igraće površine.

### Kocka za duplanje
Kocka za duplanje je kocka koja na svojih 6 strana ima potencije broja dva – 2, 4, 8, 16, 32, 64. Uvedena je u backgammon 20-ih godina 20. stoljeća. 